# Liste der kanadischen Hochkommissare in Gambia
Die Liste der kanadischen Hochkommissare in Gambia bietet einen Überblick über die Leiter der kanadischen diplomatischen Vertretung in Gambia.
Die Aufnahme von Diplomatischen Beziehungen zwischen Kanada und Gambia erfolgte 1966, wobei der erste kanadische Hochkommissar Joseph Jean Martial Côté war. Der Hochkommissar residiert in Dakar, Senegal.
| Amtszeit  | Ernennung  | Übergabe des Beglaubigungs- schreibens | Beendigung der Mission | Titel           | Name                          | ernannt während der Regierung von | akkreditiert bei |
| --------- | ---------- | -------------------------------------- | ---------------------- | --------------- | ----------------------------- | --------------------------------- | ---------------- |
| 1966–1969 | 07.07.1966 | 24.08.1966                             | 12.07.1969             | Hochkommissar   | Joseph Jean Martial Côté      | Lester Pearson                    | Dawda Jawara     |
| 1969–1970 | 08.06.1969 | 17.04.1970                             |                        | Hochkommissar   | Gordon George Riddell         | Pierre Trudeau                    | Dawda Jawara     |
| 1970–1972 | 15.06.1970 | 07.06.1972                             |                        | Hochkommissar   | Gordon George Riddell         | Pierre Trudeau                    | Dawda Jawara     |
| 1972–1974 | 29.06.1972 | 26.01.1973                             | 05.09.1974             | Hochkommissar   | Raoul Jean Grenier            | Pierre Trudeau                    | Dawda Jawara     |
| 1974–1977 | 10.06.1974 | 16.01.1975                             |                        | Hochkommissar   | Joseph Gilles André Couvrette | Pierre Trudeau                    | Dawda Jawara     |
| 1977–1980 | 14.07.1977 |                                        | 10.07.1980             | Hochkommissar   | Jacques J. A. Asselin         | Pierre Trudeau                    | Dawda Jawara     |
| 1980–1982 | 10.07.1980 | 16.02.1981                             |                        | Hochkommissar   | Marc Perron                   | Pierre Trudeau                    | Dawda Jawara     |
| 1982–1985 | 22.09.1982 | 12.05.1983                             |                        | Hochkommissar   | Marius Jean Bujold            | Pierre Trudeau                    | Dawda Jawara     |
| 1985–1988 | 04.07.1985 | 27.03.1986                             |                        | Hochkommissar   | Serge April                   | Brian Mulroney                    | Dawda Jawara     |
| 1988–1990 | 22.09.1988 | 05.07.1989                             | 11.07.1990             | Hochkommissar   | Jean-Paul Hubert              | Brian Mulroney                    | Dawda Jawara     |
| 1991–1994 | 14.02.1991 | 11.04.1991                             |                        | Hochkommissar   | Jacques Bilodeau              | Brian Mulroney                    | Dawda Jawara     |
| 1994–1998 | 25.11.1994 | Mai 1995                               |                        | Hochkommissar   | Wilfrid-Guy Licari            | Jean Chrétien                     | Yahya Jammeh     |
| 1998–2001 | 15.07.1998 |                                        |                        | Hochkommissarin | Michèle Lévesque              | Jean Chrétien                     | Yahya Jammeh     |
| 2001–2004 | 2001       |                                        |                        | Hochkommissar   | Denis Thibault                | Jean Chrétien                     | Yahya Jammeh     |
| 2004–2007 | 14.09.2004 |                                        |                        | Hochkommissarin | Louise R. Marchand            | Paul Martin                       | Yahya Jammeh     |
| 2007–2010 | 13.12.2007 |                                        |                        | Hochkommissar   | Jean-Pierre Bolduc            | Stephen Harper                    | Yahya Jammeh     |
| 2010–2014 | 21.12.2010 | 15.12.2011                             |                        | Hochkommissar   | Perry Calderwood              | Stephen Harper                    | Yahya Jammeh     |
| 2014–2016 | 17.01.2014 | 13.01.2015                             | Juli 2016              | Hochkommissar   | Philippe Beaulne              | Stephen Harper                    | Yahya Jammeh     |
| 2016–2019 | 21.09.2016 | 11-12.2017                             | 30.08.2019             | Botschafterin   | Lise Filiatrault              | Justin Trudeau                    | Yahya Jammeh     |
| 2019–2021 | 15.10.2019 |                                        | 19.06.2021             | Hochkommissar   | Sébastien Beaulieu            | Justin Trudeau                    | Adama Barrow     |
| 2022–     | 19.10.2022 |                                        |                        | Hochkommissarin | Marie-Geneviève Mounier       | Justin Trudeau                    | Adama Barrow     |